# Eurode

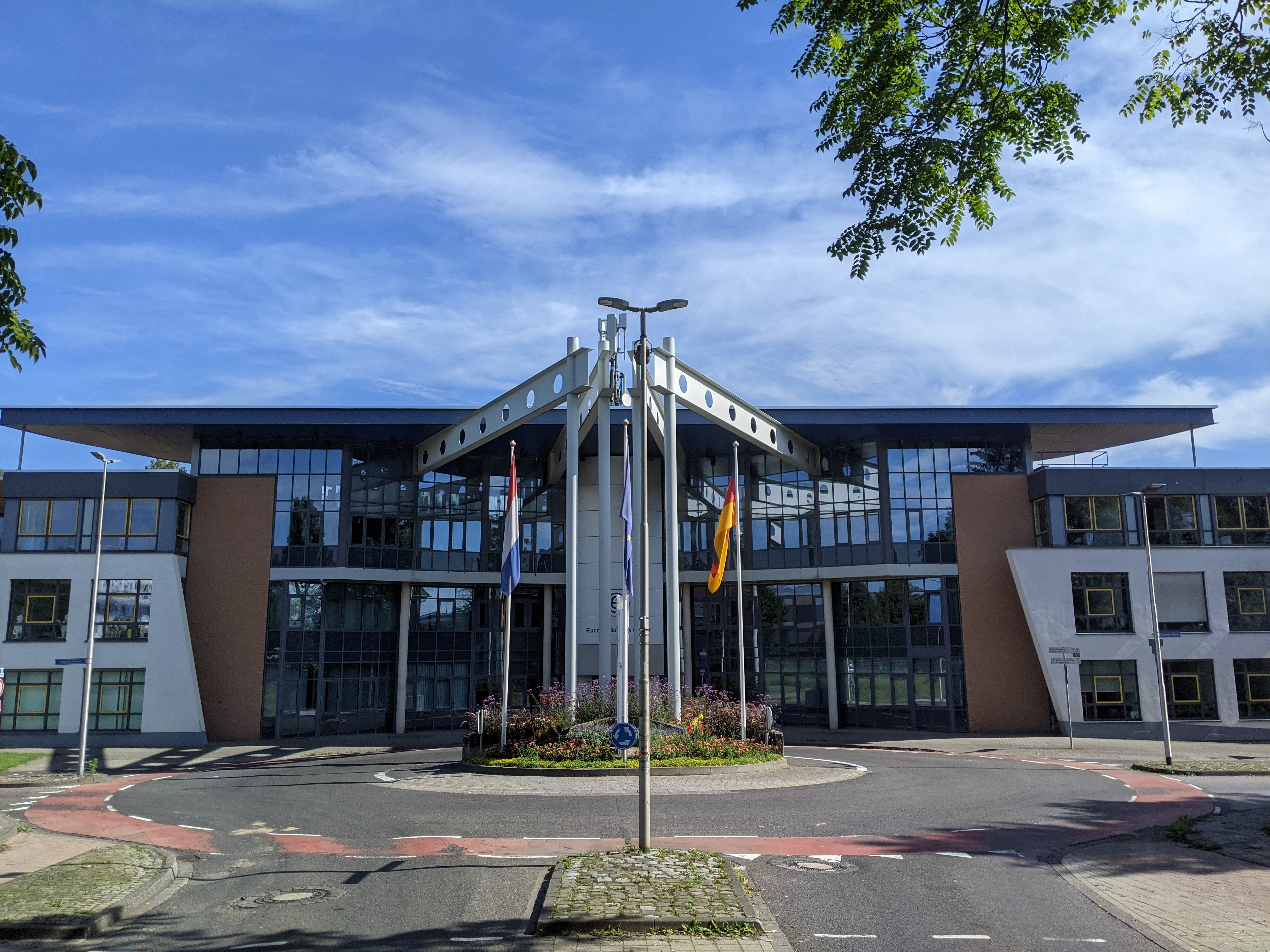
Eurode Business Center

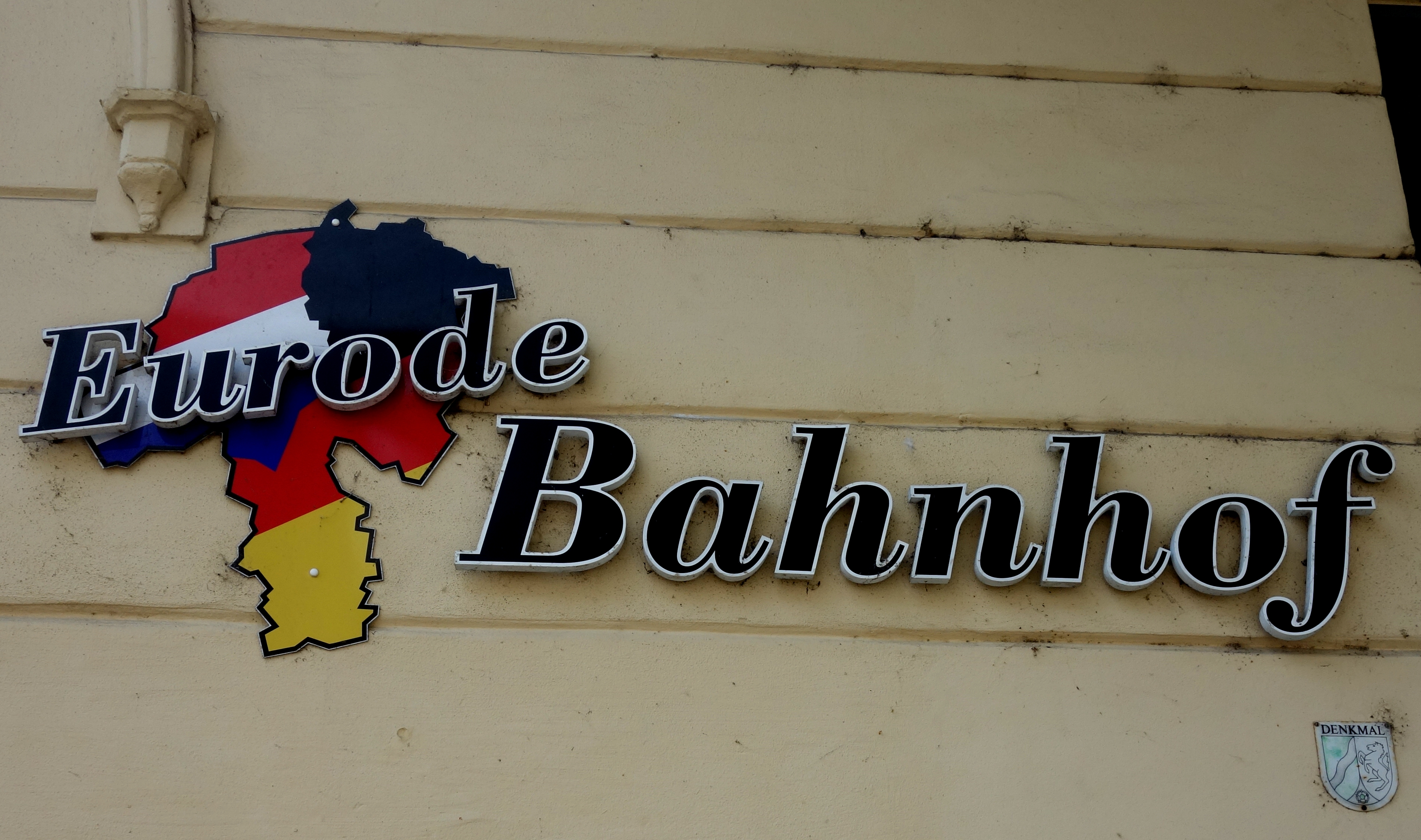
Schriftzug an der Straßenseite des Bahnhofs Herzogenrath

Eurode ist ein Zweckverband und die erste symbolische Europastadt, die aus dem deutschen Herzogenrath (niederländisch ’s-Hertogenrade) und dem niederländischen Kerkrade (deutsch Kirchrath) gebildet wurde. Herzogenrath gehört zur Städteregion Aachen, Kerkrade ist Teil des südlimburgischen Zweckverbandes Parkstad Limburg; beide Städte liegen in der Euregio Maas-Rhein.
Seit dem 12. Jahrhundert bildeten beide Städte eine Einheit, wurden jedoch durch den Wiener Kongress getrennt. Derselbe Dialekt, dieselbe Kultur und viele familiäre Beziehungen bilden nach wie vor eine Klammer Eurodes.
Der Name setzt sich aus Europa und Rode bzw. Roda zusammen, dem Namen sowohl der Herzogenrather Burg Rode (erstmals 1104 erwähnt) als auch jahrhundertelang der Region Land van Rode. Ferner gibt es eine Heldenfigur, den Schütz von Rode, den lokalen Karnevalsgruß „Roda Alaaf!“ und den Fußballverein Roda JC Kerkrade.
Bemerkenswert ist, dass eine Straße, nämlich die Neustraße bzw. Nieuwstraat, auf der einen Seite auf niederländischem und auf der anderen Seite auf deutschem Gebiet liegt. Die Verkehrsschilder sind niederländisch, weil diese seinerzeit günstiger waren als deutsche, dagegen die Buswartehäuschen auch auf niederländischer Seite deutsch, weil die hier verkehrende Linie 54 von der ASEAG betrieben wird. Am Ende dieser Straße wurde 2001 das auf und beiderseits der deutsch-niederländischen Staatsgrenze liegende Eurode Business Center eröffnet, in dem auch eine bilaterale Polizeidienststelle eingerichtet ist. Vergleichbares findet sich in Dinxperlo.